# Dodecaedro romano

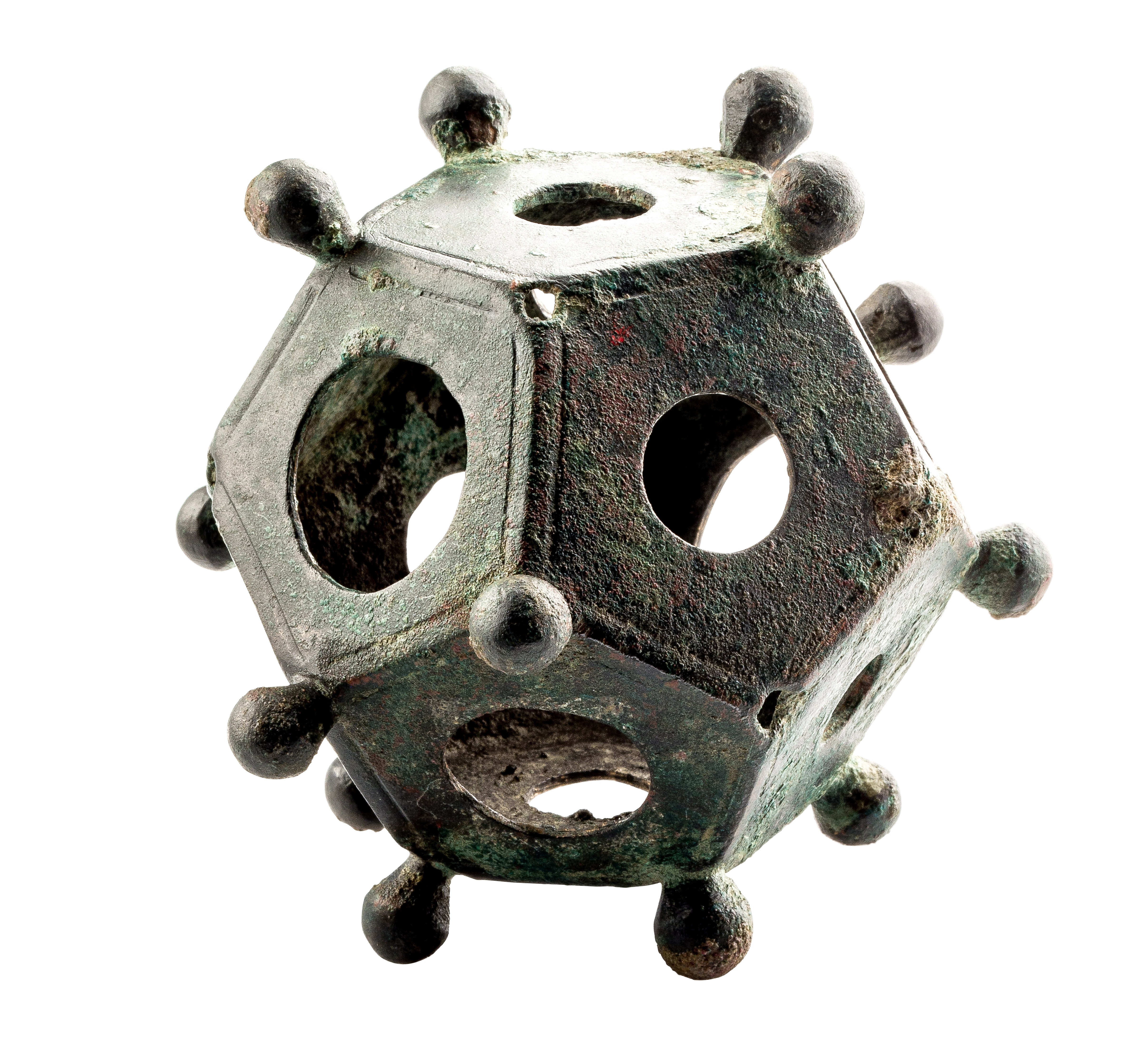
Dodecaedro romano encontrado en Tongeren, Bélgica.

Un dodecaedro romano es un pequeño objeto hueco de bronce o piedra de forma dodecaédrica, es decir doce caras pentagonales planas; cada cara tiene un agujero circular de diámetro variable en el centro, los orificios se conectan al centro hueco. Los dodecaedros romanos datan de los siglos II o III d. C.
Cerca de un centenar de estos dodecaedros han sido encontrados de Gales a Hungría y España y al este de Italia, aunque la mayoría fueron hallados en Alemania y Francia. Su tamaño varía entre 4 y 11 centímetros, también varían en términos de texturas. La mayoría están hechos de bronce, pero algunos están hechos de piedra. Un icosaedro romano también ha salido a la luz después de haber sido clasificado erróneamente como un dodecaedro.
No se ha encontrado ninguna mención de estos objetos en las crónicas o imágenes de la época por lo que se desconoce su función. Se especula entre sus posibles usos el que fuesen candeleros (se encontró cera dentro de dos artefactos); dados; dispositivos para determinar la fecha óptima de siembra para el grano de invierno; calibradores para calibrar tuberías de agua; bases para sostener el águila romana, estandarte del ejército; o un artefacto para tejer los dedos de los guantes de lana. El uso como un instrumento de medida de cualquier tipo parece improbable ya que los dodecaedros no estaban estandarizados y vienen en muchos tamaños y disposiciones de sus aberturas. También se ha sugerido que pueden haber sido artefactos religiosos, o incluso dispositivos de adivinación. Esta última especulación se basa en el hecho de que la mayoría de los ejemplos se han encontrado en sitios galo-romanos. Varios dodecaedros fueron encontrados en escondites de monedas, proporcionando la evidencia que sus dueños los consideraban objetos valiosos. Se han encontrado dodecaedros más pequeños con las mismas características (agujeros y perillas) y hechos de oro en el sudeste de Asia. Se han utilizado para propósitos decorativos y los artefactos más tempranos parecen ser de la época romana.

## Galería de imágenes

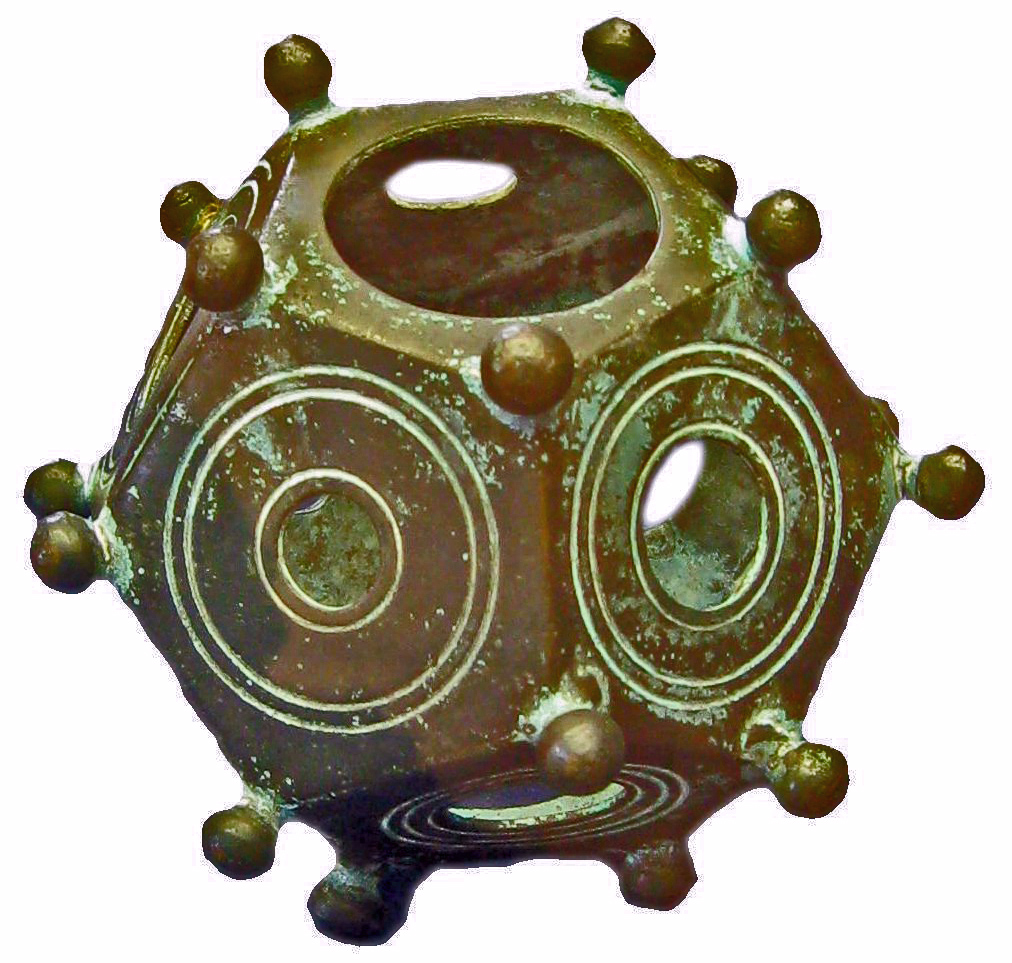
Dodecaedro romano encontrado en Schwarzenacker, Alemania.
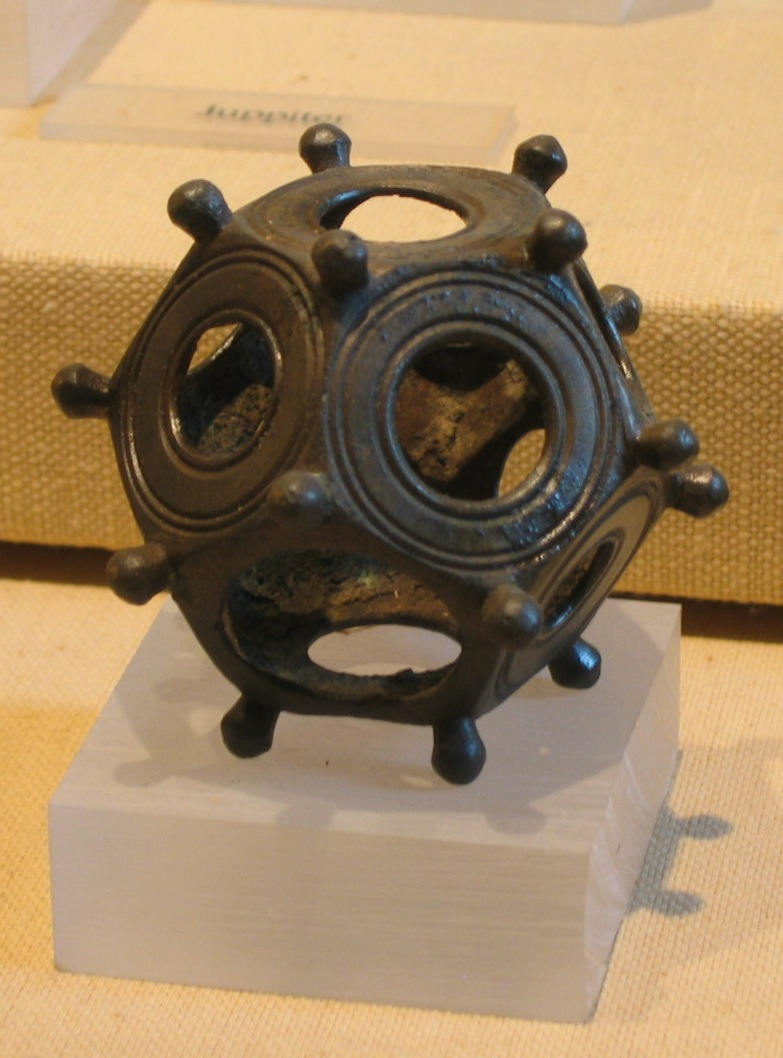
Dodecaedro romano encontrado en Alemania, en exhibición en el castillo de Saalburg, cerca de Bad Homburg.